# Tas (Holsa)
Tas ist eine osttimoresische Aldeia im Suco Holsa (Verwaltungsamt Maliana, Gemeinde Bobonaro). 2015 lebten in der Aldeia 168 Menschen.
Tas bildet den Südosten des Sucos Holsa. Westlich liegt die Aldeia Oplegul und nordwestlich die Aldeias Belicou und Lolooa. Im Osten grenzt Tas an den Suco Lahomea und im Süden an den Suco Tapo/Memo. In den äußersten Norden von Tas reicht die Stadt Maliana hinein. Die restliche Aldeia ist praktisch unbesiedelt. Im Süden von Tas entspringt der Biupira (der spätere Sosso). Die Ostgrenze bildet ein Zufluss des Biapelu. Beide Wasserläufe gehören zum System des Nunura.
2023 wurde Augusto de Araujo zum Chefe de Aldeia gewählt.